# Funkcijska zvrst jezika
Funkcijske zvrsti jezika so jezikovne različice glede na namen, za katere se uporabljajo.
V slovenskem jezikoslovju ločimo štiri funkcijske zvrsti:
- praktičnosporazumevalno (uporabljajo se splošno znane besede, krajše povedi; npr. zasebna pisma, voščila, pogovori o vsakdanjih stvareh ...),
- strokovno (značilna je uporaba strokovnih izrazov in zapletenih stavčnih struktur; npr. znanstveni članki),
  - praktičnostrokovni jezik,
  - poljudnoznanstveni jezik,
- publicistično (npr. novice, reportaže v časopisih ali na televiziji),
- umetnostno.

Funkcijske se imenujejo zato, ker ubesedujejo predmetnost različnih področij človekovega udejstvovanja.
Praktičnosporazumevalni jezik uporabljamo v navadnih pogovorih, obvestilih ter v preprostih opisih in pripovedovanjih. Strokovnih jezikov je več vrst. Poleg praktičnostrokovnega ločimo še znanstveni jezik, med njima pa je poljudnoznanstveni jezik. 